# 圆果冷水花
圆果冷水花（学名：Pilea rotundinucula）为荨麻科冷水花属的植物，为台灣的特有植物。分布于台灣低山林下阴湿处，目前尚未由人工引种栽培。

## 别名
圆果冷水麻（台湾植物志） 微齿冷水麻（台湾植物志）

## 异名
- Pilea distachys Yamamoto